# Ashland (Schiff, 1992)
Die USS Ashland (LSD-48) ist ein Docklandungsschiff der United States Navy und gehört der Whidbey-Island-Klasse an. Sie wurde nach dem Anwesen von Henry Clay, in Lexington, Kentucky benannt.

## Geschichte
LSD-48 wurde 1985 in Auftrag gegeben und 1988 bei Avondale Shipyards auf Kiel gelegt. Der Stapellauf fand 1989 statt, die Taufpatin war Kathleen Foley, Ehefrau von Admiral Sylvester R. Foley. 1992 wurde die Ashland in Dienst gestellt.
Im August 1993 verlegte das Docklandungsschiff erstmals, Ziel war das Mittelmeer, wo die Ashland an Operation Deny Flight und Operation Restore Hope teilnahm. 1994 fuhr sie während der Operation Uphold Democracy vor Haiti. Im Mai 1996 wurde die Ashland als Testplattform für das Ship Self Defense System (SSDS) ausgewählt. Im Oktober 1997 folgte die nächste Einsatzfahrt, über das Mittelmeer erreichte das Schiff den Persischen Golf, wo es an Operation Desert Thunder und Operation Southern Watch teilnahm.
Nach den Terroranschlägen am 11. September 2001 nahm die Ashland an mehreren Einsätzen im Rahmen des Krieges gegen den Terror teil.
Während eines Hafenaufenthaltes in Akaba wurde die Ashland und die sie begleitende Kearsarge am 19. August 2005 von Terroristen mit drei Katjuschas beschossen. Eine Rakete verfehlte nur knapp den Bug der Ashland und tötete einen jordanischen Soldaten auf dem Kai, die beiden anderen verfehlten die Schiffe mit größerem Abstand.
2007 und 2008 fuhr die Ashland vor Somalias Küste. 2009 war sie Teil der Flottenwoche in Port Everglades. Anfang 2010 sollte das Schiff als Teil der Kampfgruppe um die Nassau in den Persischen Golf verlegen. Nach dem schweren Erdbeben in Haiti wurde die Gruppe jedoch kurzfristig vor die Küste der betroffenen Region beordert, um dort Hilfe für die betroffenen Menschen zu leisten. Im Anschluss wurde die Ashland wie vorgesehen in den Mittleren Osten entsandt.
Am 10. April wurde das Schiff während dieser Fahrt 330 Seemeilen vor dem Horn von Afrika von Piraten angegriffen. Die Ashland erwiderte das Feuer durch zwei Schuss aus einer 25 mm-Maschinenkanone und konnte das Boot der Piraten in Brand schießen. Sechs Männer wurden daraufhin an Bord festgesetzt und medizinisch versorgt.